# 関口優志
関口 優志（せきぐち ゆうし, 1991年10月24日 - ）は、北海道帯広市出身のフットサル選手。エスポラーダ北海道所属。日本代表。ポジションはGK。ミゲル・ロドリゴ監督も認めるイケメン。

## 経歴

### クラブ
フットサルの盛んな北海道に生まれ、小学生の頃からフットサルに親しむ。中学生時には帯広FC U-15で高円宮杯全日本ユース(U-15)サッカー選手権大会北海道大会を勝ち抜いて全国大会に出場。帯広北高校時代にはサッカー部でインターハイ出場。2010年3月の高校卒業後には札幌大学文化学部に進学と同時にFリーグのエスポラーダ北海道に加入し、同年8月7日の名古屋オーシャンズ戦でFリーグデビューした。
2013年には高校教員免許取得のために帯広北高校で教育実習を行っている。エスポラーダ北海道では1年目から正GKとなり、2012-13年シーズンには全日本選手権 PUMA CUPで過去最高位の3位。2013-14年シーズンにはFリーグ新人賞を受賞した。
2016年には名古屋オーシャンズに移籍した。2019-20シーズンには初めてFリーグのベスト5を受賞した。
2022年には古巣のエスポラーダ北海道に移籍した。

### 代表
2010シーズンにはU-21、U-24日本代表に選出された。2013年にフットサル日本代表に初選出されてスペイン遠征に参加。第4回アジアインドア・マーシャルアーツゲームズ（開催地/韓国）では準優勝。2014 AFCフットサル選手権（開催地/ウズベキスタン）では、イランとの決勝で先発（大会初出場）し、PK戦で3連続ストップの活躍で優勝した。

## 所属クラブ
サッカー
- 2004年 - 2006年 帯広フットボールクラブ U-15
- 2007年 - 2009年 帯広北高校 サッカー部

フットサル
- 2010年 - 2016年 エスポラーダ北海道
- 2016年 - 2022年 名古屋オーシャンズ
- 2022年 - エスポラーダ北海道

## タイトル
エスポラーダ北海道
- Fリーグ新人賞 : 2013-14

名古屋オーシャンズ
- Fリーグ (3) : 2017-18, 2018-19, 2019-20
- JFA 全日本フットサル選手権大会 (2) : 2018, 2019
- Fリーグ オーシャンカップ (3) : 2017, 2018, 2019
- AFCフットサルクラブ選手権 (2) : 2016, 2019
- Fリーグベスト5 : 2019-20

日本代表
- AFCフットサル選手権 : 2014年

## 個人成績
| 国内大会個人成績 | 国内大会個人成績 | 国内大会個人成績 | 国内大会個人成績 | 国内大会個人成績             | 国内大会個人成績 | 国内大会個人成績 | 国内大会個人成績 | 国内大会個人成績 | 国内大会個人成績 | 国内大会個人成績 | 国内大会個人成績 |
| 年度             | クラブ           | 背番号           | リーグ           | リーグ戦                     | リーグ戦         | リーグ杯         | リーグ杯         | オープン杯       | オープン杯       | 期間通算         | 期間通算         |
| 年度             | クラブ           | 背番号           | リーグ           | 出場                         | 得点             | 出場             | 得点             | 出場             | 得点             | 出場             | 得点             |
| 日本             | 日本             | 日本             | 日本             | リーグ戦                     | リーグ戦         | オーシャン杯     | オーシャン杯     | 全日本選手権     | 全日本選手権     | 期間通算         | 期間通算         |
| ---------------- | ---------------- | ---------------- | ---------------- | ---------------------------- | ---------------- | ---------------- | ---------------- | ---------------- | ---------------- | ---------------- | ---------------- |
| 2010-11          | 北海道           | 12               | Fリーグ          | 24                           | 0                |                  |                  |                  |                  |                  |                  |
| 2011-12          | 北海道           | 1                | Fリーグ          | 25                           | 1                |                  |                  |                  |                  |                  |                  |
| 2012-13          | 北海道           | 1                | Fリーグ          | 26                           | 0                |                  |                  |                  |                  |                  |                  |
| 2013-14          | 北海道           | 1                | Fリーグ          | 34                           | 1                |                  |                  |                  |                  |                  |                  |
| 2014-15          | 北海道           | 1                | Fリーグ          | 32                           | 2                |                  |                  |                  |                  |                  |                  |
| 2015-16          | 北海道           | 1                | Fリーグ          | 33                           | 3                |                  |                  |                  |                  |                  |                  |
| 2016-17          | 名古屋           | 2                | Fリーグ          |                              |                  |                  |                  |                  |                  |                  |                  |
| 2017-18          | 名古屋           | 2                | Fリーグ          |                              |                  |                  |                  |                  |                  |                  |                  |
| 2018-19          | 名古屋           | 2                | Fリーグ          |                              |                  |                  |                  |                  |                  |                  |                  |
| 2019-20          | 名古屋           | 2                | Fリーグ          |                              |                  |                  |                  |                  |                  |                  |                  |
| 通算             | 日本             | 日本             | Fリーグ          | 174                          | 7                |                  |                  |                  |                  |                  |                  |
| 通算             | 日本             | 日本             |                  | \|\|\|\|\|\|\|\|\|\|\|\|\|\| |                  |                  |                  |                  |                  |                  |                  |
| 総通算           | 総通算           | 総通算           | 総通算           | \|\|\|\|\|\|\|\|\|\|\|\|\|\| |                  |                  |                  |                  |                  |                  |                  |